# Голохвастов, Андрей Иванович
Андрей Иванович Голохвастов (1751?—1826) — русский государственный деятель, вице-губернатор и сенатор. Действительный тайный советник. Брат И. И. Голохвастова.

## Биография
Сын московского обер-полицмейстера и статского советника Ивана Мартыновича Голохвастова и Евдокии Михайловны, урождённой Грековой. Годом рождения указывается 1751-й.
Вступил в Преображенский лейб-гвардии полк — через пять после брата Ивана, в 1757 году: прапорщик (1765), подпоручик  (1768), поручик (1769), капитан-поручик (1772). Произведён в чин бригадира в  1779 году. 
С 1780 года — на гражданской службе. Обер-прокурор Правительствующего сената (1786). Санкт-Петербургский вице-губернатор в 1783—1785 годах. С 1784 года — действительный статский советник, с 1793 года — тайный советник. 
С 15 сентября 1793 года — сенатор. 
Был награждён 8 ноября 1798 года орденом Святой Анны 1-й степени. Действительный тайный советник с 15 сентября 1801 года. Вышел в отставку 4 июля 1805 года.
Умер 29 марта (10 апреля) 1826 года, холостым и бездетным.